# تازه آباد قروتشاي (مقاطعة دهغلان)
تازه‌آباد قروتشاي (بالفارسية: تازه‌آباد قروچای) هي قرية تقع في قسم قوري تشاي الريفي (مقاطعة دهغلان) في إيران. يقدر عدد سكانها بـ 242 نسمة بحسب إحصاء 2016.